# Будівництво 508 і ВТТ
Будівництво 508 і ВТТ — підрозділ, що діяв в системі виправно-трудових таборів (ГУЛАГ) СРСР.

## Історія
Будівництво 508 було створено в 1950 році. Управління Будівництва 508 розташовувалося в місті Совєтська Гавань, Хабаровський край. Оперативне командування здійснювало спочатку Головне управління таборів залізничного будівництва (рос. ГУЛЖДС), а пізніше ГУЛАГ Міністерства Юстиції СРСР.
Максимальна одноразова кількість ув'язнених могла становити більше 14 500 чоловік.
Будівництво 508 було реформовано в 1953 році в Ульмінський ВТТ.
Основним видом виробничої діяльності ув'язнених була участь у будівництві та розвитку порту Ваніно.